# 巴尔比斯
巴尔比斯（法語：Barbuise，法語發音：[baʁbɥiz]）是法国奥布省的一个市镇，位于该省北部，属于塞纳河畔诺让区。

## 地理
巴尔比斯（48°33'30"N, 3°34'37"E）面积18.09 平方千米，位于法国大東部大區奥布省，该省份为法国中北部省份，北起马恩省，西接塞纳-马恩省，西南至约讷省，东南至科多尔省，东临上马恩省。
与巴尔比斯接壤的市镇（或旧市镇、城区）包括：塞纳河畔马尔奈、蒙波捷、普莱西巴尔比斯、塞纳河桥村、拉索尔索特、大维勒诺克斯、沙特洛新城。

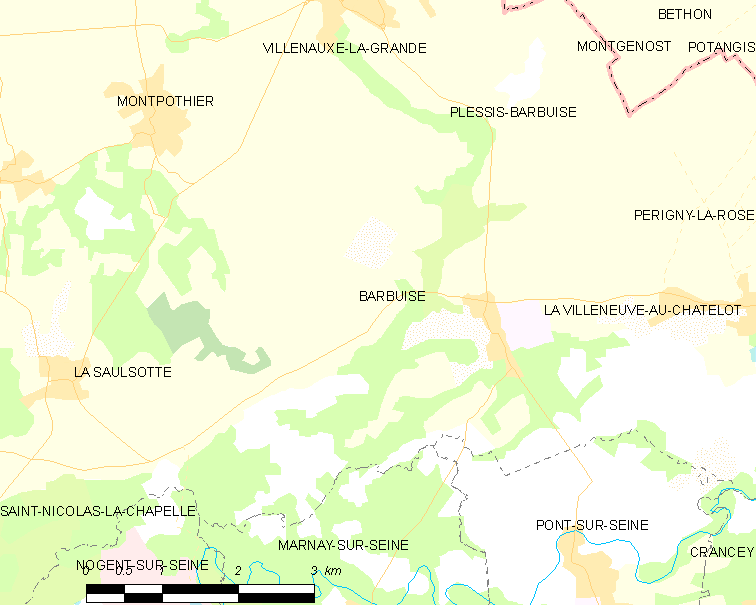
巴尔比斯的OSM定位图

巴尔比斯的时区为UTC+01:00、UTC+02:00（夏令时）。

## 行政
巴尔比斯的邮政编码为10400，INSEE市镇编码为10031。

## 政治
巴尔比斯所属的省级选区为塞纳河畔诺让县。

## 人口

1962-2008年间巴尔比斯人口变化图示

巴尔比斯于2022年1月1日时的人口数量为447人。